# دي هافيلاند للمحركات
دي هافيلاند للمحركات (بالإنجليزية: de Havilland Engine Company)‏ هي شركة سابقة، كانت فرع من شركة دي هافيلاند لصناعة الطائرات، تأسست في 1944. يقع مقرها في المملكة المتحدة. وكانت تعرف في البداية باسم «شعبة المحركات من شركة دي هافيلاند الطائرات» ، في عام 1926 إنتتجت المحرك الجوي الشهير دي هافيلاند جبسي. في عام 1961 تم دمج الشركة مع شركة محركات بريستول سايدلي (BSEL) لتصبح في عام 1966 جزءا من رولز رويس المحدودة .
. .